# 2016年ジャカルタ爆弾テロ事件
ジャカルタ爆弾テロ事件（ジャカルタばくだんテロじけん）は、2016年1月14日にインドネシアのジャカルタ市内のサリナ・ショッピングモールなどでおきた爆弾テロ事件である。爆発やその後の銃撃戦によって民間人4人、実行犯4人が死亡し、24人の負傷者が出た。
事件後の警察当局の調べによると、犯行グループの背後にISIL戦闘員の存在があることなどが分かった。事件後にISILによる犯行声明が出ており、インドネシア当局もISILによる犯行であることを認めた。